# سیاوش شاکری
سیاوش شاکری (۲۵ مرداد ۱۳۱۸ – ۲ مرداد ۱۴۰۱) کارگردان، بازیگر و تدوین‌گر فیلم اهل ایران بود.

## زندگی‌نامه
شاکری متولد سال ۱۳۱۸ در تهران است. وی فارغ‌التحصیل کالج فیلم تکنیک لندن می‌باشد. کارش را در شبکهٔ تلویزیونی بی‌بی‌سی شروع کرد و در سریال‌هایی از قبیل «گرگ و روباه»، «مرد یا زن»، و «مرد کور،» به عنوان دستیار کارگردان و تدوین‌گر فعالیت کرد. شروع کارش در سینمای ایران با نویسندگی و کارگردانی فیلم «دنیای کوچک آنها» در سال ۱۳۴۴ بود که البته آن فیلم نمایش داده نشد.

## فیلم‌شناسی

### کارگردان
1. جنجال بزرگ (۱۳۶۳ نمایش در ۱۳۶۹)
2. هم‌کلاس (۱۳۵۶)
3. رابطه جوانی (۱۳۵۵)
4. آخرین مبارزه (۱۳۴۸)
5. مرد و نامرد (۱۳۴۵)

### نویسنده
1. رابطه جوانی (۱۳۵۵)

### بازیگر
1. امام علی (۱۳۷۵) در نقش ابو زبید
2. خون‌بس (۱۳۶۹)
3. رابطه جوانی (۱۳۵۵)
4. میخک سفید (۱۳۵۱)

### تدوین
1. پدر (۱۳۶۷–۱۳۶۸ هوشنگ توکلی) مجموعه تلویزیونی
2. تهران ۵۳ (۱۳۶۷ هوشنگ توکلی) مجموعه تلویزیونی
3. آن سفر کرده (۱۳۶۳ احمد نیک‌آذر)
4. سیم خاردار(۱۳۶۰ مهدی معدنیان)
5. توجیه (۱۳۶۰منوچهر حقانی پرست)
6. فریاد مجاهد (۱۳۵۸ مهدی معدنیان)
7. باغ بلور (۱۳۵۷ ناصر محمدی)
8. تلافی (۱۳۵۶)
9. هم‌کلاس (۱۳۵۶)
10. رابطه جوانی (۱۳۵۵)
11. رضا هفت خط (۱۳۵۱)
12. یک خوشگل و هزار مشکل (۱۳۵۰)
13. مرد و نامرد (۱۳۴۵)